# Participation au capital
La participation au capital (parfois également appelée participation au capital ou participation au capital ) est une forme de participation ne se limite pas au secteur du logement, dans laquelle une entreprise, une infrastructure, un bien ou une entreprise est partagée entre différents acteurs,. Les actionnaires investissent dans une entreprise pour maximiser leurs profits et réaliser des économies, par exemple grâce à des déductions fiscales . Une forme visible et controversée de participation au capital peut être trouvée dans les partenariats public-privé dans lesquels le secteur privé investit dans des projets publics et reçoit généralement une concession limitée dans le temps pour la propriété ou l'exploitation.

## Voir également
- prêt
- Capital-risque
- investisseur providentiel
- actionnaire
- joint-venture
- partage des profits
- capital-investissement
- prendre le contrôle
- fusions et acquisitions
- privatisation